# Crenicichla isbrueckeri
Crenicichla isbrueckeri är en fiskart som beskrevs av Ploeg, 1991. Crenicichla isbrueckeri ingår i släktet Crenicichla och familjen Cichlidae. Inga underarter finns listade i Catalogue of Life.